# .al
.al è il dominio di primo livello nazionale assegnato all'Albania.